# Park Hoge Vucht

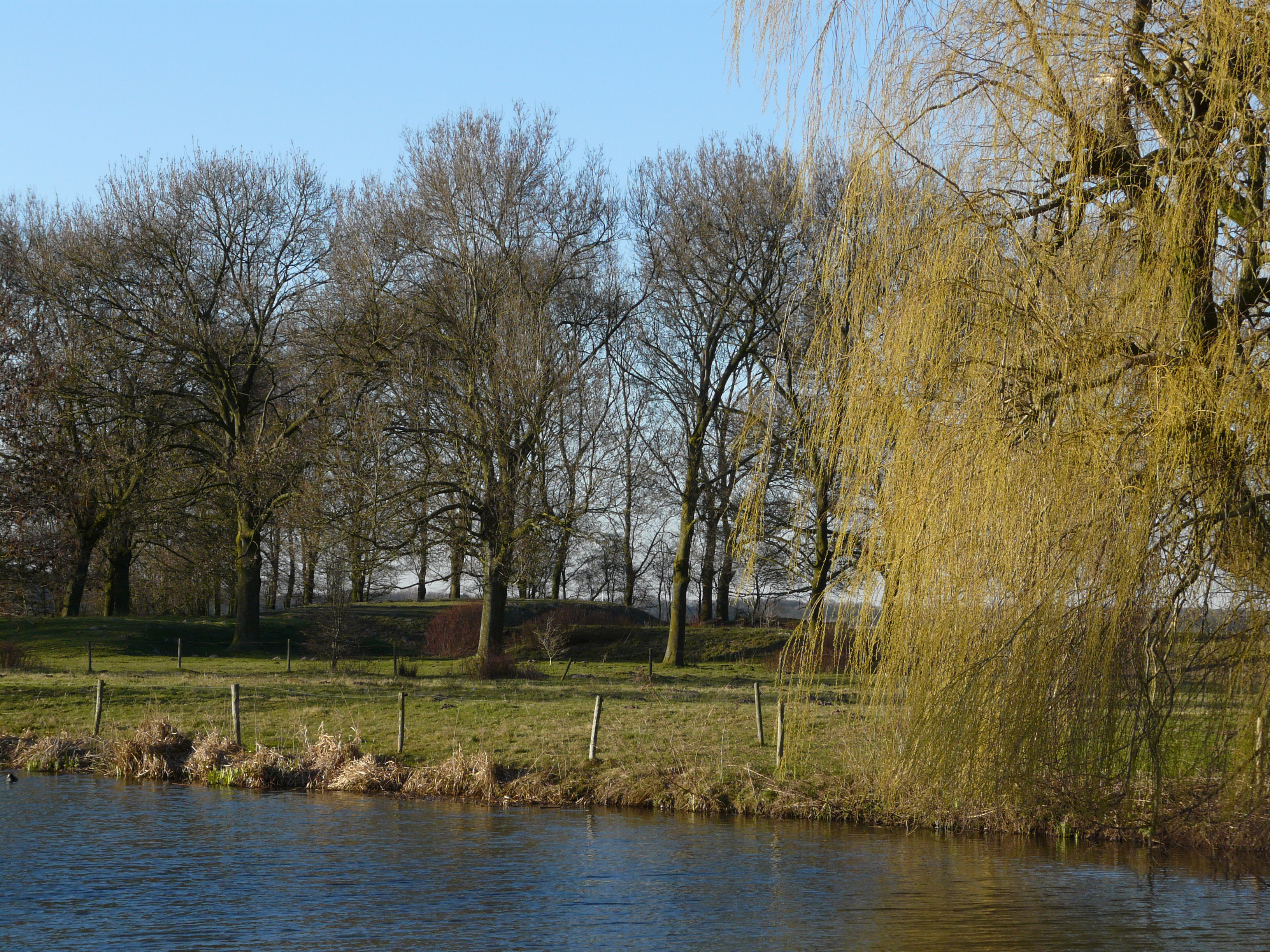
Park Hoge Vucht

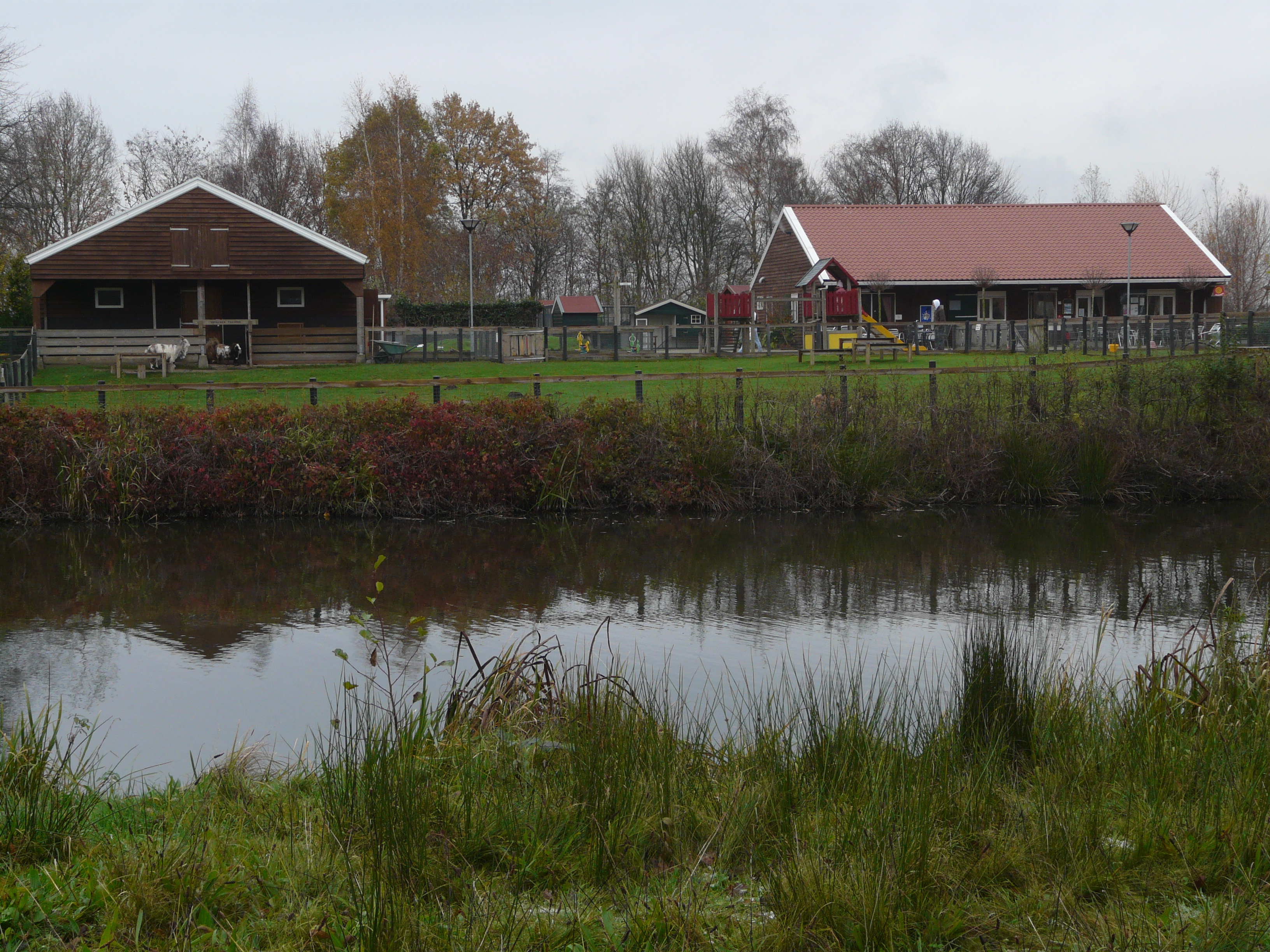
Kinderboerderij Breda Noord

Park Hoge Vucht is een park achter de wijk de Wisselaar in Breda-Noord in Breda.
Het park is het grootste park in Breda en heeft een gemiddelde breedte van 200 meter en een totale lengte van ruim een kilometer. Het vormt een natuurlijke overgang tussen Breda-Noord en de Lage Vuchtpolder. In 2000 begon de gemeente aan een uitgebreide renovatie van het park. Hierdoor werd het park ruimer van opzet en er werden een aantal functies toegevoegd.
Tegen het park ligt Parkhoeve Breda-Noord met onder andere een kinderboerderij met een midgetgolfbaan. Een deel van het onderhoud van het park is overgenomen door grazende koeien en een deel van de bosschages is gerooid zodat het veiliger is geworden.
In 2017 is er in het kader van natuureducatie een permanente foto-expositie gerealiseerd. De beelden, met flora en fauna die in het park leven worden getoond op grote zuilen aangevuld met informatie over de betreffende soort.